# Петар Радакович
Петар Радакович (серб. Петар Радаковић, хорв. Petar Radaković, 22 лютого 1937, Рієка — 1 листопада 1966, Рієка) — югославський футболіст, що грав на позиції півзахисника за клуб «Рієка», а також національну збірну Югославії.

## Клубна кар'єра
У футболі дебютував 1954 року виступами за команду «Рієка», кольори якої і захищав протягом усієї своєї кар'єри гравця, що тривала дванадцять років.  Більшість часу, проведеного у складі «Рієки», був основним гравцем команди.

## Виступи за збірну
1961 року дебютував в офіційних матчах у складі національної збірної Югославії. Протягом кар'єри у національній команді провів у її формі 19 матчів, забивши 3 голи.
У складі збірної був учасником чемпіонаті світу 1962 року в Чилі, де зіграв з Уругваєм (3-1), Колумбією (5-0), ФРН (1-0), Чехословаччиною (1-3) і в матчі за третє місце з господарями (0-1).

### Статистика виступів за збірну
| Матчі і голи за збірну | Матчі і голи за збірну | Матчі і голи за збірну | Матчі і голи за збірну | Матчі і голи за збірну | Матчі і голи за збірну | Матчі і голи за збірну | Матчі і голи за збірну |
| #                      | Дата                   | Місто                  | Суперник               | Результат              | Голів                  | Турнір                 | Прим.                  |
| ---------------------- | ---------------------- | ---------------------- | ---------------------- | ---------------------- | ---------------------- | ---------------------- | ---------------------- |
| 1                      | 18.06.1961             | Белград                | Марокко                | 3-2                    |                        | Товариський матч       | 46'                    |
| 2                      | 08.10.1961             | Белград                | Південна Корея         | 5-1                    | 1                      | Кваліфікація ЧС-1962   |                        |
| 3                      | 19.11.1961             | Загреб                 | Австрія                | 2-1                    |                        | Товариський матч       |                        |
| 4                      | 26.11.1961             | Сеул                   | Південна Корея         | 3-1                    |                        | Кваліфікація ЧС-1962   |                        |
| 5                      | 28.11.1961             | Токіо                  | Японія                 | 1-0                    |                        | Товариський матч       | 46'                    |
| 6                      | 02.12.1961             | Гонконг                | Гонконг                | 2-1                    |                        | Товариський матч       |                        |
| 7                      | 07.12.1961             | Джакарта               | Індонезія              | 5-1                    | 1                      | Товариський матч       | 46'                    |
| 8                      | 14.12.1961             | Рамат-Ган              | Ізраїль                | 2-0                    |                        | Товариський матч       |                        |
| 9                      | 16.05.1962             | Белград                | НДР                    | 3-1                    |                        | Товариський матч       | 46'                    |
| 10                     | 02.06.1962             | Аріка                  | Уругвай                | 3-1                    |                        | ЧС-1962                |                        |
| 11                     | 07.06.1962             | Аріка                  | Колумбія               | 5-0                    |                        | ЧС-1962                |                        |
| 12                     | 10.06.1962             | Нуньоа                 | Німеччина              | 1-0                    | 1                      | ЧС-1962                |                        |
| 13                     | 13.06.1962             | Вінья-дель-Мар         | Чехословаччина         | 1-3                    |                        | ЧС-1962                |                        |
| 14                     | 16.06.1962             | Нуньоа                 | Чилі                   | 0-1                    |                        | ЧС-1962                |                        |
| 15                     | 14.10.1962             | Будапешт               | Угорщина               | 1-0                    |                        | Товариський матч       |                        |
| 16                     | 04.11.1962             | Белград                | Бельгія                | 3-2                    |                        | Кваліфікація Євро-1964 |                        |
| 17                     | 06.10.1963             | Белград                | Угорщина               | 2-0                    |                        | Товариський матч       |                        |
| 18                     | 03.11.1963             | Загреб                 | Чехословаччина         | 2-0                    |                        | Товариський матч       | 46'                    |
| 19                     | 27.09.1964             | Відень                 | Австрія                | 2-3                    |                        | Товариський матч       |                        |

Помер 1 листопада 1966 року на 30-му році життя у місті Рієка по дорозі до лікарні після перенесеного серцевого нападу на тренуванні. Він був справжньою легендою «Рієки» і на його похорон зібралося понад п’ятнадцять тисяч людей.